# The London Amateur Boxing Championship held at the Royal Albert Hall
The London Amateur Boxing Championship held at the Royal Albert Hall, kurz auch London Amateur Championships, ist ein Gemälde des britischen Malers  Alfred Thomson aus dem Jahr 1948. Das 116,8 cm × 88,9 cm große, in Öl auf Leinwand gemalte Bild zeigt einen Boxkampf in der Londoner Royal Albert Hall. Thomson erhielt für dieses Werk bei den Olympischen Sommerspielen 1948 im Rahmen des Kunstwettbewerbs die Goldmedaille. Das Bild befindet sich in einer Privatsammlung.

## Bildbeschreibung
Das Gemälde zeigt einen Boxkampf. Aus mittlerer Entfernung ist der quadratische Boxring zu sehen, wobei der Bildbetrachter etwa auf Augenhöhe mit den Boxern ist. Die beiden im Ring befindlichen Boxer sind während des Kampfes dargestellt. Der vordere Boxer mit der weißen Hose ist dem Bildbetrachter mit den Rücken zugewandt. Er hat den linken Arm ausgestreckt, fällt aber mit dem nackten Oberkörper in die hinter ihm befindlichen Seile des Boxrings zurück. Nur sein rechter Fuß berührt den Boden, während der linke Fuß in der Luft schwebt, wodurch eine Bewegung noch unterstrichen wird. Der zweite Boxer hat die Arme angewinkelt. Möglicherweise dient diese Haltung seiner Deckung, sie kann aber auch Teil eines Gegenschlags sein. Auch bei diesem Boxer ist mindestens ein Fuß in der Luft. Bei ihm ist durch die Körperhaltung eine für Boxer typische tänzelnde Bewegung denkbar. Beide Boxer sind, wie auch große Teile des Bildes, nicht bis ins kleinste Detail ausgearbeitet. So sind zwar die Boxschuhe und Handschuhe zu erkennen, Muskelpartien besonders im Rücken und Oberarmbereich herausgearbeitet und beim vorderen Boxer deutlich die abstehenden Ohren sichtbar, aber auffällig ist das Fehlen der Gesichtszüge des zweiten Boxers. Statt Augen, Nase und Mund ist hier nur eine bräunliche Fläche gemalt. Beide Boxer bleiben anonym. Sie haben keine Gesichter und ihr Identität ist durch kein Indiz zu erkennen. Das Bild zeigt daher nicht einen bestimmten Boxkampf, sondern thematisiert allgemein den Boxsport.
Auffällig ist das Hochformat des Gemäldes, bei dessen Thema durchaus ein Querformat denkbar gewesen wäre. Der Boxkampf findet in der unteren Bildhälfte statt. Vor dem Boxring sind einige der Zuschauer etwas deutlicher zu erkennen. So ist an der linken vorderen Ecke ein Fotograf mit Blitzlicht platziert, der versucht aus einer hockenden Perspektive den Boxkampf abzulichten. Vor ihm, mit dem Rücken zum Betrachter, ist ein Armeeangehöriger auszumachen, auf dessen Uniformärmel sich Abzeichen seiner Einheit oder Ähnliches befinden. Rechts daneben befindet sich eine Gruppe von drei Männern auf Stühlen sitzend. Besonders auffällig ist der in dieser Gruppe links sitzende Mann, der seinen Rücken dem Boxring zugewandt hat und über die Schulter mit aufgerissenen Augen zum Boxgeschehen hinaufblickt. Sein korpulenter Körper mit dem herausgestreckten Bauch steckt in einem schwarzen Anzug mit weißer Weste. Er ist auffällig geschmückt und trägt eine Schleife um den Hals, ein weißes Einstecktuch in der Jacke und eine Blüte im Knopfloch des Revers. Seine Hand ist auf einem Stock gestützt, der Kopf mit dem Bowler in den Nacken gelegt und im Mund steckt eine Tabakspfeife. Er ist der Gegenpart zu den athletischen Sportlern im Ring. Weitere Personen am unteren Bildrand weisen ebenfalls Details auf. So sitzt in der Dreigruppe ein weißhaariger Mann, der eine Zigarre raucht und zum Nebenmann schaut, statt den Boxkampf zu verfolgen. Dieser Nebenmann hat ein gerolltes Papier in der Hand – möglicherweise eine Zeitung. Besonders lässig hat sich in der rechten unteren Ecke ein Mann ausgestreckt. Mehr liegend als sitzend, hat er das rechte Bein über das linke geschlagen, seinen Hut tief ins Gesicht gezogen und eine Zigarette im Mund. Die unscharf zu erkennenden weiteren Zuschauer scheinen die Aktionen im Boxring konzentrierter zu verfolgen.
In der oberen Bildhälfte wird der Ort des Geschehens deutlich. Wie der Titel bereits verrät, findet der Boxkampf in der Royal Albert Hall statt. Deutlich sind die über mehrere Etagen verteilten Theaterlogen mit ihren geöffneten roten Vorhängen erkennbar. Während diese Logen über kleine Lampen eine eigene Beleuchtung haben, wird der Boxring im großen Saal von 20 von der Decken hängenden Scheinwerfern kegelförmig erstrahlt. Diese Scheinwerfer befinden sich zu einer Gruppe formiert am oberen Bildrand und nehmen fast dieselbe Fläche ein, wie der Boxring unter ihnen. Durch diese Überbetonung der Lichtquelle und den weite Teile des Bildes einnehmenden Lichtscheins erhält die Szenerie eine Überhöhung, wenn nicht eine religiöse Anmutung. Das Bild ist unten links mit Thomson signiert.

## Hintergrund
Darstellungen mit boxenden Männern sind seit der Antike bekannt. So gibt es beispielsweise Bildnisse von Faustkämpfer auf griechischen Vasen oder Mosaiken. In England erlebte der Boxsport seit Ende des 17. Jahrhunderts eine Wiederbelebung, und seit dem 19. Jahrhundert wird dort nach Regeln gekämpft, wie sie im Wesentlichen bis in die Gegenwart existieren. Die Amateur Boxing Association of England besteht seit 1880. Diese Vereinigung von Amateurboxern ist der Veranstalter des im Bild gezeigten Boxkampfes. Die Royal Albert Hall mit ihrem an der Antike orientiertem Rundbau hat eine lange Tradition an Boxveranstaltungen. So kämpften hier 1918 Amateurboxer der britischen und der amerikanischen Armee gegeneinander. Bereits zu dieser Zeit gab es neben dem Amateurboxern auch Profiboxer, die mit dem Sport ihren Lebensunterhalt bestritten. Die Olympischen Regularien sahen 1948 allerdings noch ausschließlich den Amateurstatus von Sportlern vor. Profisportler waren von der Teilnahme ausgeschlossen. Alfred Thomson wählte daher bewusst eine Amateurboxveranstaltung für sein Gemälde und hob dies in seinem Bildtitel explizit hervor.
Ein direktes Vorbild für Thomsons Gemälde ist nicht bekannt. Möglicherweise hatte er selbst einen Boxkampf besucht und die Sportler beim Kampf beobachtet. Wahrscheinlich ist zudem, dass er Fotos von Boxkämpfen kannte. Der Fotograf im Gemälde könnte als ein Hinweis auf solche Vorlagen gedeutet werden. Aber auch in der Malerei gab es vor Thomson Künstler, die sich dem Thema Boxen annahmen. Beispielsweise malte der Amerikaner Thomas Eakins 1898–99 das Bild Between Rounds, in dem er eine Kampfpause darstellte. Bei ihm geht es um die angespannte Ruhe zwischen zwei Boxrunden. Nur ein Boxer ist zu sehen, der von seinen Betreuern umgeben ist. Die Parallelen zum Bild von Thomson sind vor allem im Hintergrund zu erkennen. Auch der Boxring von Eakins steht in einem Theatergebäude. Das Publikum sitzt auf einem Balkon oder im Rang und schaut von oben auf den Boxring hinunter. Ein weiterer bekannter Künstler, der sich des Boxsports annahm, war George Bellows. Von ihm sind mehrere Bilder von Boxkämpfen bekannt. In seinem 1924 entstandenen Gemälde Dempsey and Firpo zeigt er einem berühmten Boxkampf, der 1923 zwischen Jack Dempsey und Luis Firpo in New York stattfand. Bellows nutzte für sein Bild ein Querformat und zeigt den dramatischen Höhepunkt der ersten Runde, als der als unterlegen geltende Firpo den favorisierten Dempsey aus dem Ring schlug. Die Anordnung der Boxer ähnelt dem Bild von Thomson. Auch Bellows hat den Blickwinkel genau an die Seite des Boxrings gerichtet, an der das Boxgeschehen stattfindet. Er zeigt wie Thomson die Boxer in Aktion an den Seilen und hat vor dem Ring eine Reihe Zuschauer gemalt. Insgesamt ist er in seinem Bild näher am Ereignis als Thomson, und durch die gewählte Untersicht wird die Überlegenheit von Firpo in der dargestellten Situation noch unterstrichen.

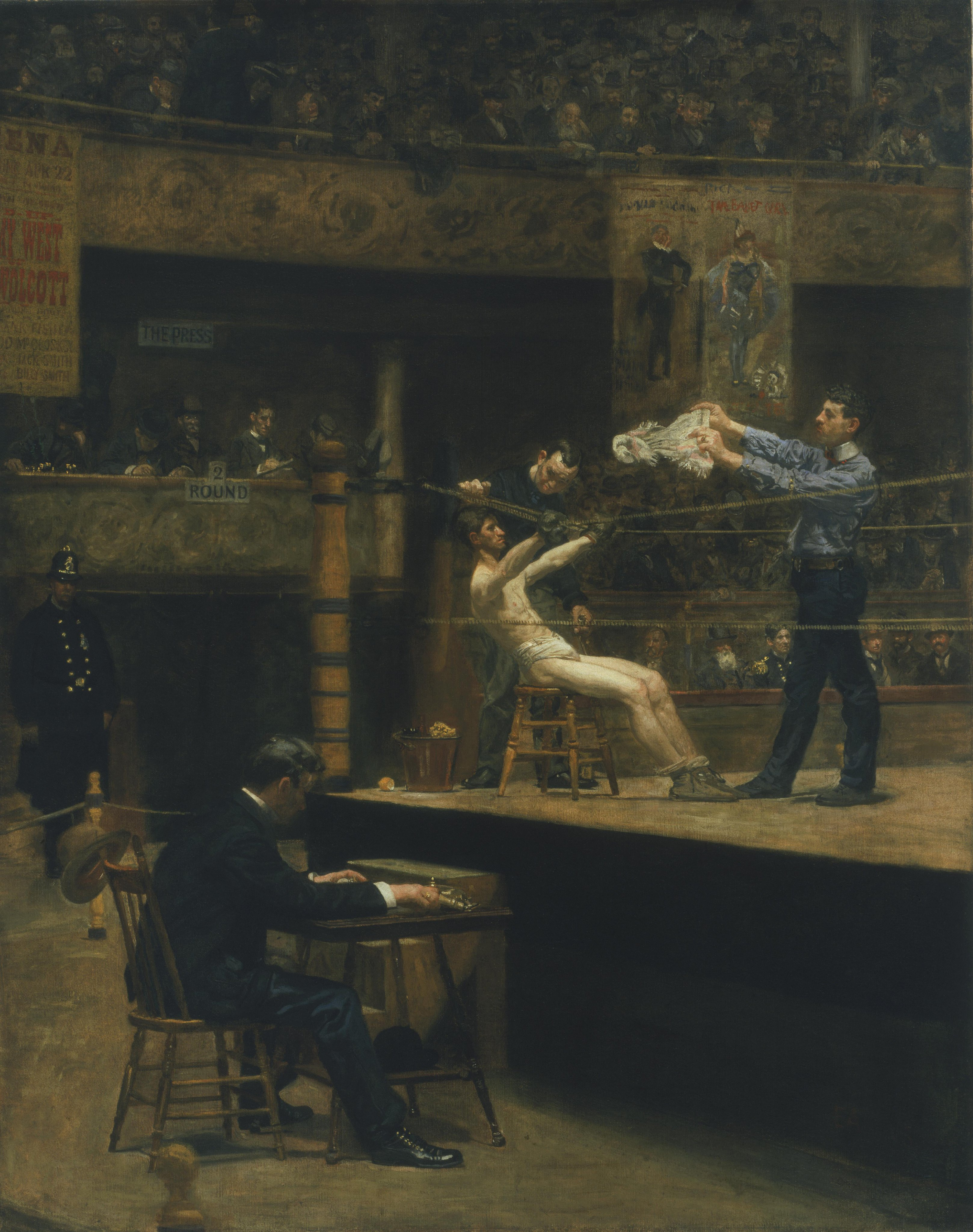
Thomas Eakins: Between Rounds 1898–99
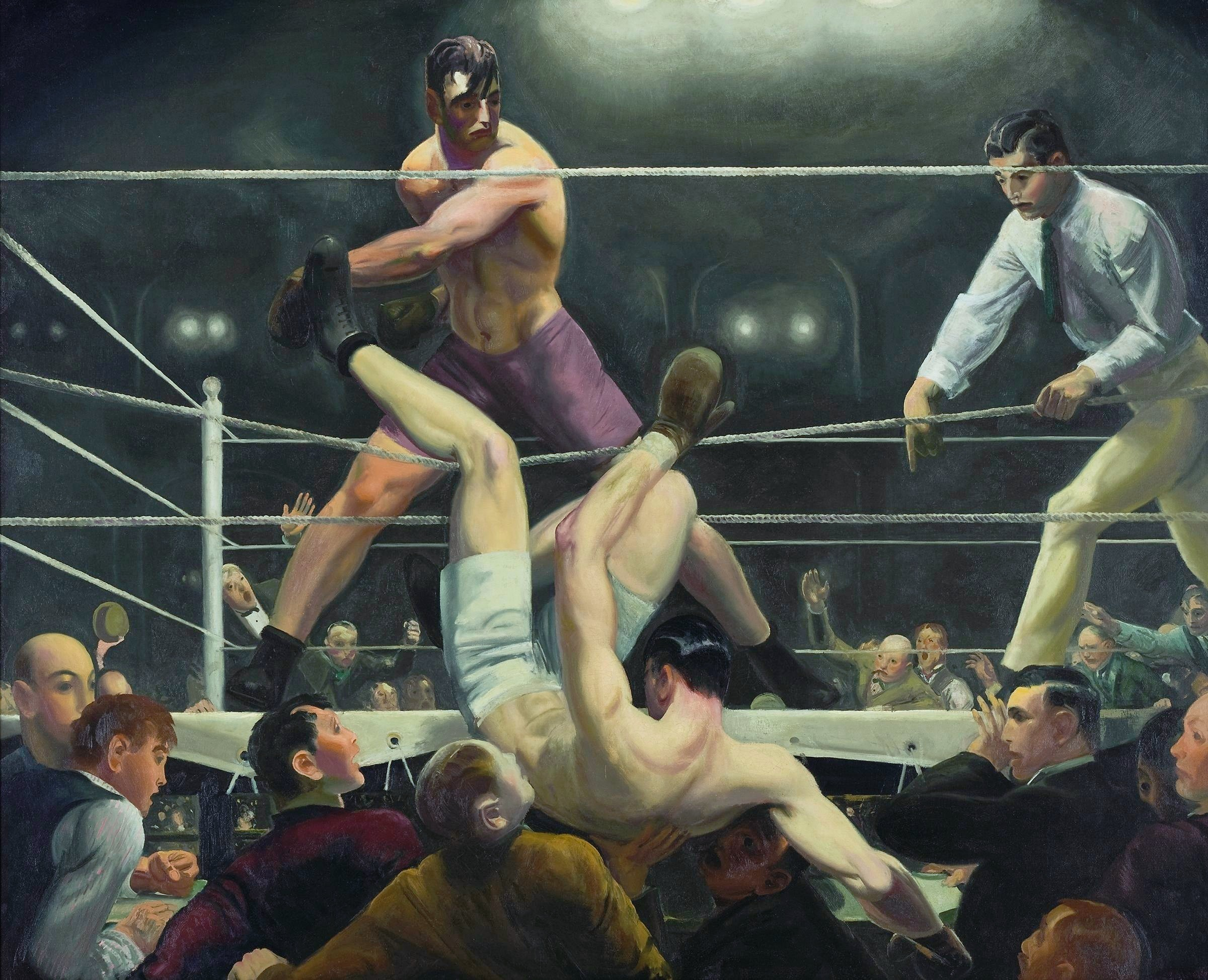
George Bellows: Dempsey and Firpo 1924

Anders als für Bellows, kam für Thomson die Darstellung eines bekannten Kampfes nicht in Frage. Sein Bild The London Amateur Boxing Championship held at the Royal Albert Hall war gezielt für den Kunstwettbewerb bei den Olympischen Sommerspielen 1948 in London gemalt worden. Beide von Bellows gemalten Boxer waren Profiboxer, Thomson stellte bewusst einen Amateurboxkampf dar, der den Regularien der Olympischen Spiele entsprach. Durch die Anonymität seiner Sportler bestand auch nicht die Gefahr, dass er Boxer porträtierte, die später zum Profisport wechselten.  Sein Bild bot indes gute Voraussetzungen für eine gute Platzierung bei den Kunstwettbewerben. Boxen war ein schon in der Antike bekannte Sportart und auf die Antike bezogen sich auch die modernen Olympischen Spiele. Beim Boxen sind wegen der Verletzungsgefahr die Einhaltung von Regeln besonders wichtig und gerade in dieser Sportart wird das Fair Play beachtet. Thomson erhielt im Kunstwettbewerb der Olympischen Spiele in London 1948 in der Kategorie Malerei die Goldmedaille für sein Bild London Amateur Championships.
Das Gemälde befand sich mehrere Jahre in der Sammlung von Peter Langan, der in London zusammen mit dem Schauspieler Michael Caine ein Restaurant betrieb, in dem viele Persönlichkeiten aus der Showgeschäft verkehrten. Das Restaurant war mit zahlreichen Kunstwerken geschmückt, zu denen Bilder von David Hockney, R. B. Kitaj und anderen bedeutenden Gegenwartskünstlern gehörten. Auch The London Amateur Boxing Championship held at the Royal Albert Hall war Teil dieser mit Kunstwerken gestalteten Wanddekoration. Am 18. Dezember 2012 wurde das Bild im Auktionshaus Christie’s in London bei einem Schätzpreis von 5.000–8.000 Britischen Pfund für 73.250 Pfund versteigert. Dies ist der höchste je für ein Kunstwerk von Alfred Thomson bezahlte Preis. Das Käufer des Bildes blieb anonym.